# Метод бухгалтерського обліку
Метод бухгалтерського обліку — система взаємопов'язаних методів і прийомів, за допомогою яких об'єкти бухгалтерського обліку відображаються та узагальнюються у грошовій оцінці з метою контролю за господарською діяльністю підприємства.
Метод бухгалтерського обліку визначається такими елементами:
- документування та інвентаризація — хронологічне й постійне в часі систематичне спостереження за об'єктами обліку;
- оцінювання та калькуляція — грошове вимірювання господарських процесів та їх результатів;
- реєстрація та класифікація даних про зміни об'єктів обліку за видами шляхом подвійного запису на рахунках бухгалтерського обліку;
- узагальнення інформації з метою складання бухгалтерського балансу й звітності.